# Relicarios del séquito de Santa Úrsula y las Once Mil Vírgenes

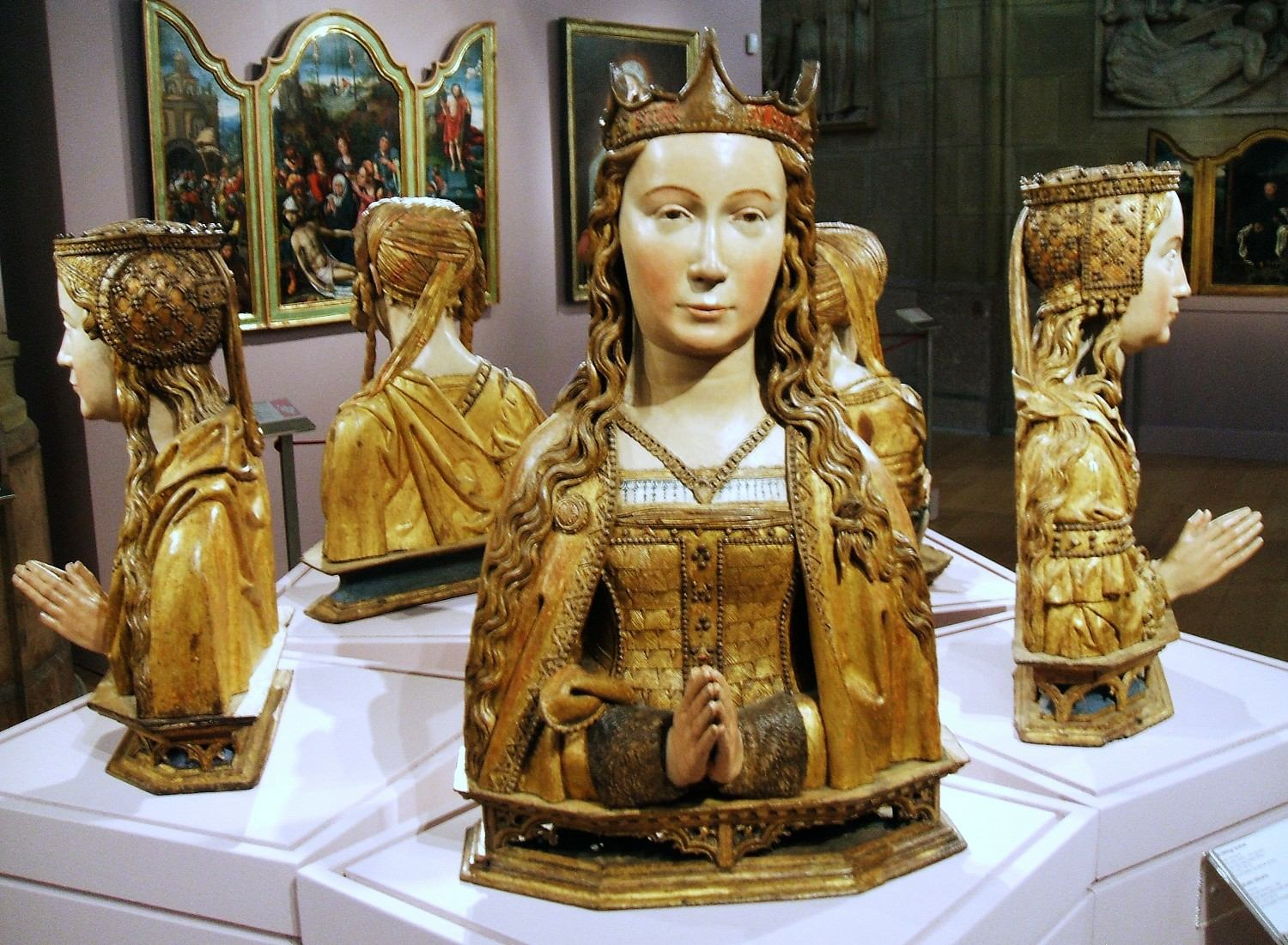
Bustos Relicarios de Santa Úrsula y sus compañeras mártires.

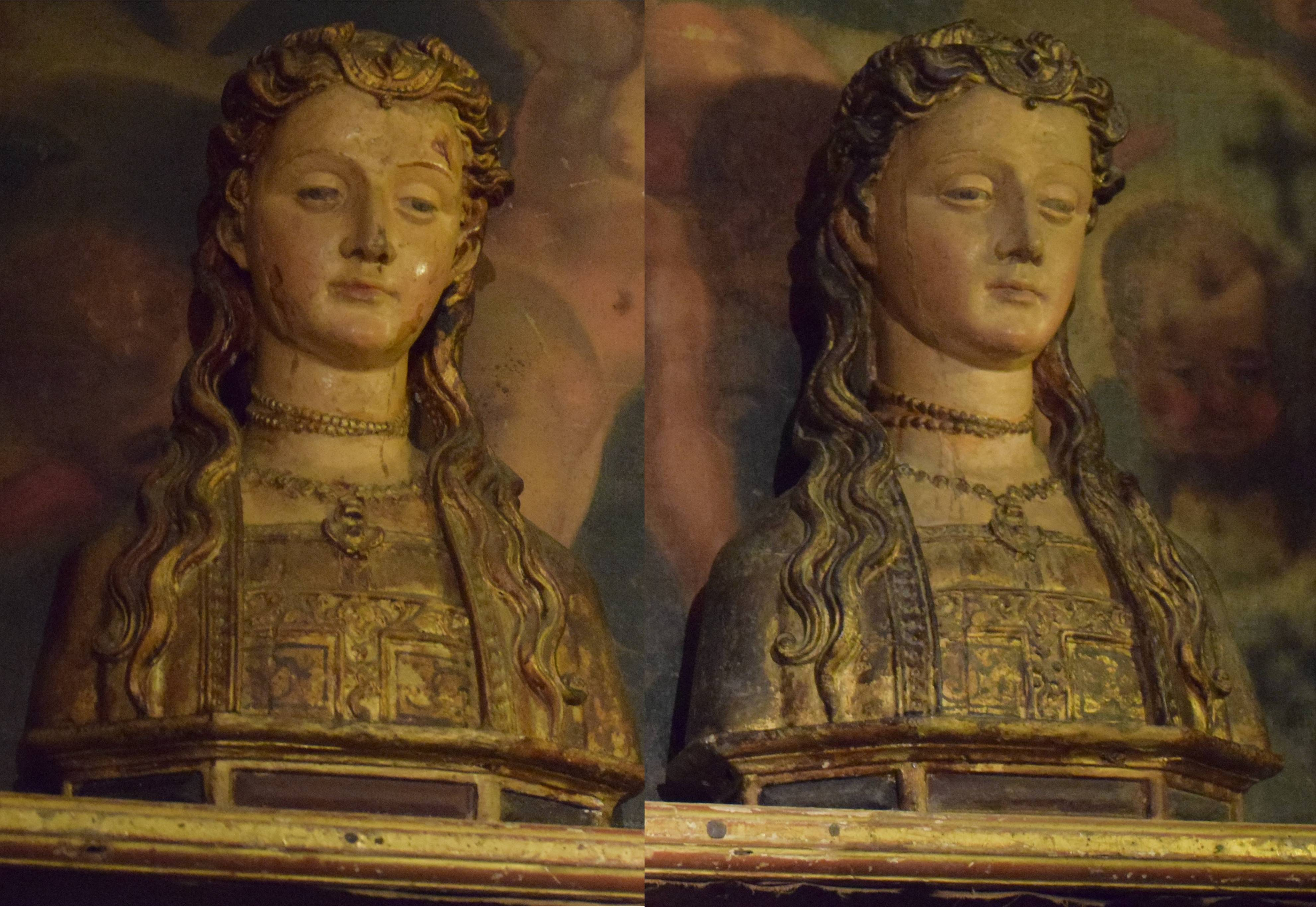
Dos de los bustos de Sanlúcar de Barrameda.

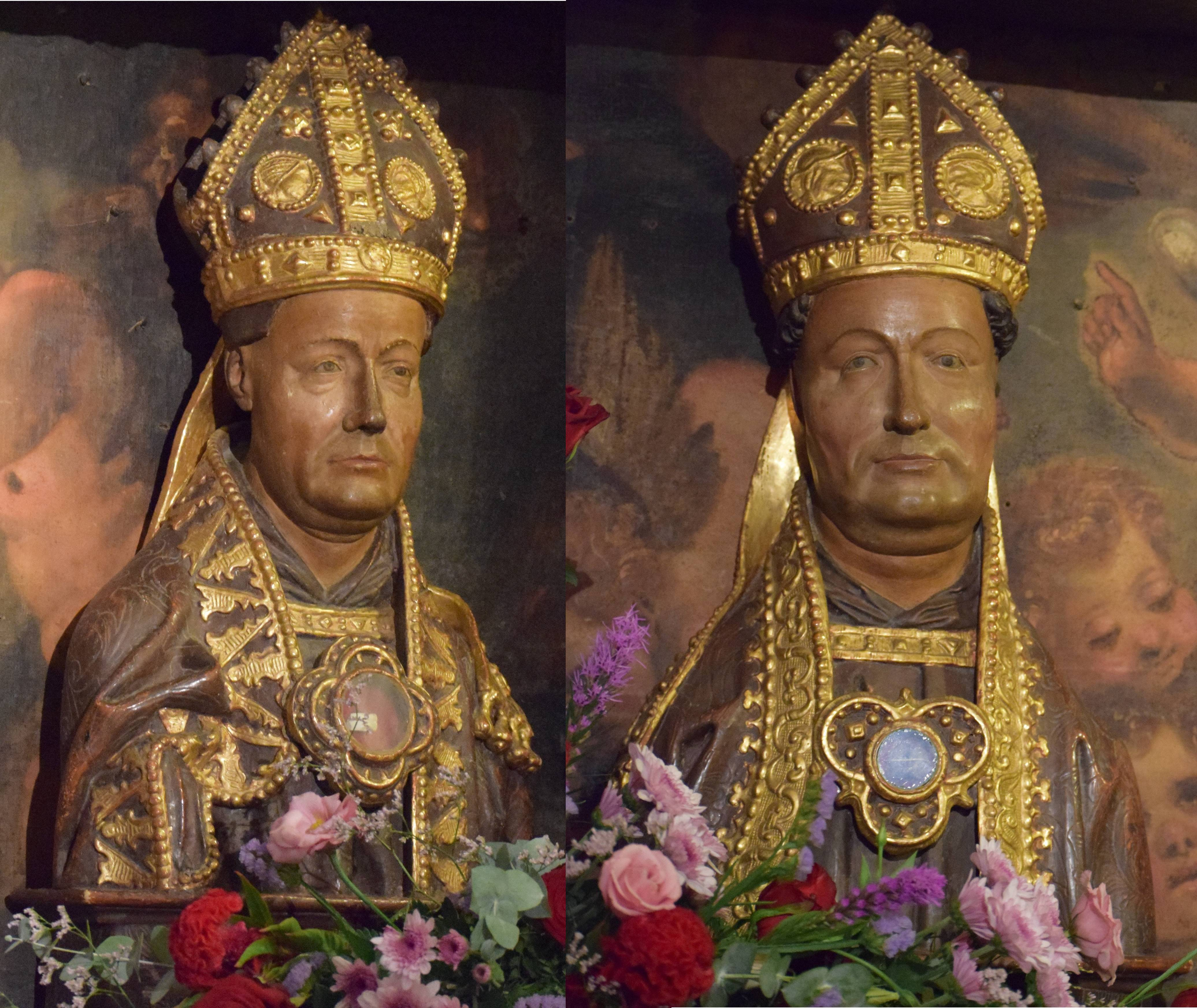
Los otros dos bustos de Sanlúcar.

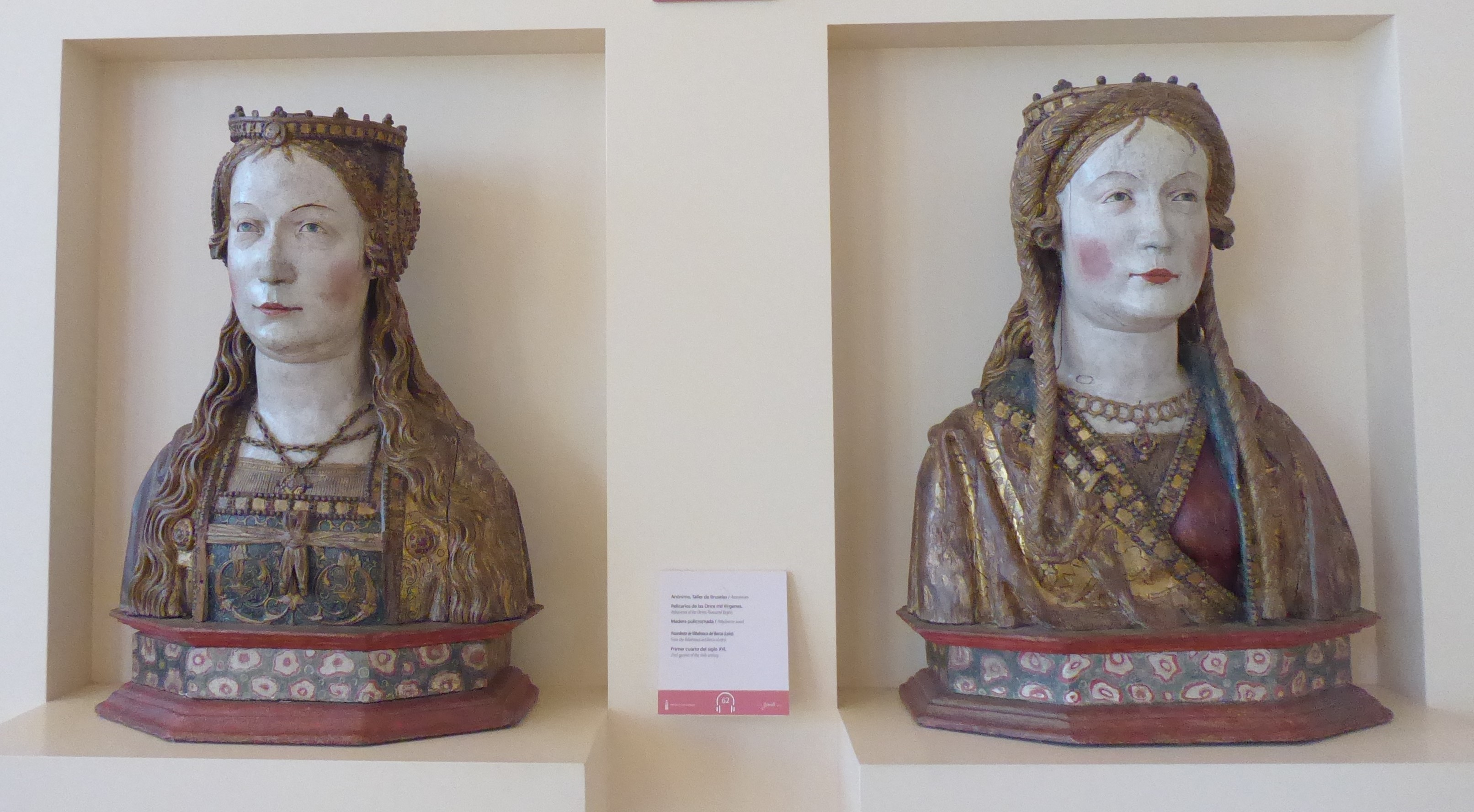
Los dos relicarios de Astorga, procedentes de Villafranca del Bierzo.

Los Relicarios del séquito de Santa Úrsula y las Once Mil Vírgenes son un conjunto de esculturas en forma de busto-relicario que fueron donadas por el Emperador Carlos V a varias personalidades de su entorno. Estos relicarios, que no llegan a la treintena, suelen datarse entre 1520 y 1530 y se trata de esculturas de estilo flamenco, posiblemente realizadas en Bruselas, que contienen reliquias procedentes de Colonia, ciudad donde según la tradición Santa Úrsula fue martirizada a manos de Atila y los hunos el año 451. 
El conjunto más amplio e importante que se ha conservado es el compuesto por cinco bustos que posee el Museo Diocesano de Arte Sacro de Álava, procedentes de la capilla funeraria de D. Ortuño Ibáñez de Aguirre, albacea de Isabel la Católica y consejero de la Reina Juana y del Emperador Carlos. Otro importante conjunto, que estuvo en la Sacra Capilla del Salvador, fue propiedad de D. Francisco de los Cobos, secretario y consejero del Emperador. Asimismo, hay que citar los dos bustos que, según inscripción, “trajo de Alemania”, el Dr. Luis Dávila y de Lobera, médico del Emperador. Del mismo modo, los dos bustos procedentes de la Colegiata de Villafranca del Bierzo, actualmente conservados en Astorga, eran propiedad del marqués consorte de Villafranca, D. Pedro de Toledo (1484-1553), virrey de Nápoles en tiempos de Carlos V, entre 1532 y 1553.
Asimismo se conservan cuatro bustos en el Santuario de la Virgen de la Caridad de Sanlúcar de Barrameda, que fueron regalados al VI duque de Medina Sidonia por parte de Carlos V, que era primo de su esposa, la duquesa Dª Ana de Aragón y Gurrea. Procedentes de la Capilla palatina de los duques de Medina Sidonia, parece que en origen fueron seis bustos, aunque actualmente solo se conservan cuatro. Se trata de dos santas vírgenes y de dos santos obispos, en cuyas mitras están representados camafeos labrados, con las efigies de Alejandro Magno, Julio César, Maximiliano I y Carlos V, lo que explicita el origen imperial de las piezas. Lo mismo sucede en la mitra del busto de obispo conservado en el Museo Bode de Berlín. Otras bustos de esta serie se conserva en The Cloisters de Nueva York.